# サント・スティーノ・ディ・リヴェンツァ
サン・スティーノ・ディ・リヴェンツァ（伊: San Stino di Livenza）は、イタリア共和国ヴェネト州ヴェネツィア県にある、人口約13,000人の基礎自治体（コムーネ）。

## 名称
2011年より、サント・スティーノ・ディ・リヴェンツァ(Santo Stino di Livenza)から変更された。 

## 地理

### 位置・広がり

#### 隣接コムーネ
隣接するコムーネは以下の通り。括弧内のTVはトレヴィーゾ県所属を示す。
- アンノーネ・ヴェーネト
- カオルレ
- チェッサルト (TV)
- コンコルディア・サジッターリア
- エラクレーア
- モッタ・ディ・リヴェンツァ (TV)
- ポルトグルアーロ
- トッレ・ディ・モスト

### 気候分類・地震分類
気候分類では、zona E, 2649 GGに分類される。
また、イタリアの地震リスク階級 (it) では、zona 3 (sismicità bassa) に分類される。

## 行政

### 分離集落
サン・スティーノ・ディ・リヴェンツァには、以下の分離集落（フラツィオーネ）がある。
- Biverone, Corbolone, La Salute di Livenza